# 都会大厦 (哥本哈根)

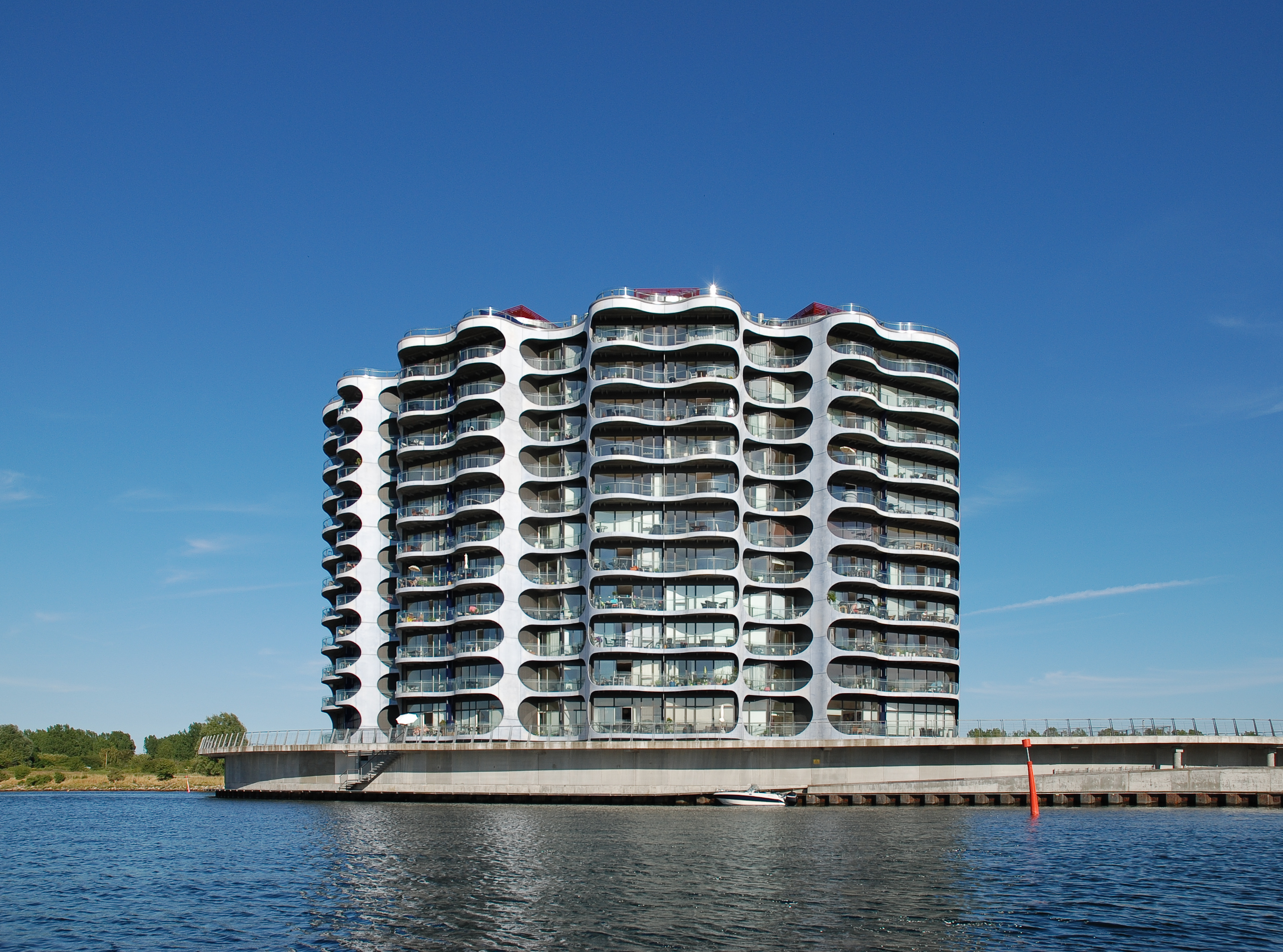
都会大厦

都会大厦（丹麥語：Metropolis）是一栋小高层住宅楼，位于丹麦哥本哈根南港港区内的斯卢瑟霍尔门东北角。2008年完工，采用未来主义建筑风格。设计方为英国的未来系统公司。

## 外部連結
55°38′49″N 12°33′19″E / 55.647°N 12.5553°E